# El Houssaine Ouchla
Houcine Ouchela est un footballeur puis entraîneur marocain de football né le 1er décembre 1970 à Rabat.

## Biographie
Il a suivi sa formation comme footballeur dans l'école des FAR de Rabat, il a évolué dans ce club depuis 1990. Il part en Belgique, au RWD Molenbeek, durant la saison 2001-2002 mais il ne s'y impose pas et revient dans son club d'origine.
En 2006, il rejoint l'équipe du Moghreb de Tétouan pour une saison et demie puis retourne à l'équipe des FAR et jouer la saison 2008-2009 avec eux. Il rejoint l'équipe de l'Association sportive de Salé où il se blesse au genou, cette blessure était synonyme de fin de carrière pour ce grand joueur.
Il quitte l'Association sportive de Salé où il est le coach principal pour devenir second coach principal chez les FAR de Rabat durant l'été 2013. Il rompt son contrat avec les FAR de Rabat et est nommé entraîneur-adjoint du Chabab Rif Hoceima. Il en devient l’entraîneur principal lors du limogeage de Christian Zermatten. 
Le 8 janvier 2014, il quitte son poste d’entraîneur du Chabab Rif Hoceima pour divergences d'opinions avec ses dirigeants sur le recrutement.

## Statistiques
| Matches internationaux d'El Houssaine Ouchla | Matches internationaux d'El Houssaine Ouchla | Matches internationaux d'El Houssaine Ouchla   | Matches internationaux d'El Houssaine Ouchla | Matches internationaux d'El Houssaine Ouchla | Matches internationaux d'El Houssaine Ouchla | Matches internationaux d'El Houssaine Ouchla | Matches internationaux d'El Houssaine Ouchla |
| 0                                            | Date                                         | Lieu                                           | Adversaire                                   | Score                                        | Résultats                                    | Compétitions                                 |                                              |
| -------------------------------------------- | -------------------------------------------- | ---------------------------------------------- | -------------------------------------------- | -------------------------------------------- | -------------------------------------------- | -------------------------------------------- | -------------------------------------------- |
| 1                                            | 17 janvier 2006                              | Complexe sportif Moulay-Abdallah, Rabat, Maroc | Angola                                       | —                                            | 2-2                                          | Match amical                                 |                                              |

## Carrière

### Joueur
- 1990 - 2001 : FAR de Rabat
- 2001 - 2002 : RWD Molenbeek (Belgique)[3]
- 2002 - 2006 : FAR de Rabat
- 2006 - 2008 : Moghreb de Tétouan
- 2008 - 2009 : FAR de Rabat
- 2009 - 2010 : Association sportive de Salé

## Palmarès

### En tant que joueur
- Coupe du trône
  - Vainqueur : 1999, 2003, 2004, 2008
- Championnat du Maroc
  - Vainqueur : 2005
  - Vice-Champion : 2004, 2006
- Coupe de la CAF
  - Vainqueur: 2005
  - Finaliste : 2006
- Supercoupe d'Afrique
  - Finaliste : 2005

Il a participé à la Coupe d'Afrique des nations de football 2006 avec la sélection marocaine.

### En tant qu'entraîneur
Avec Association sportive de Salé
- Championnat du Maroc de football D2 :
  - Vice-Champion : 2013.